# Parco nazionale di San'in Kaigan

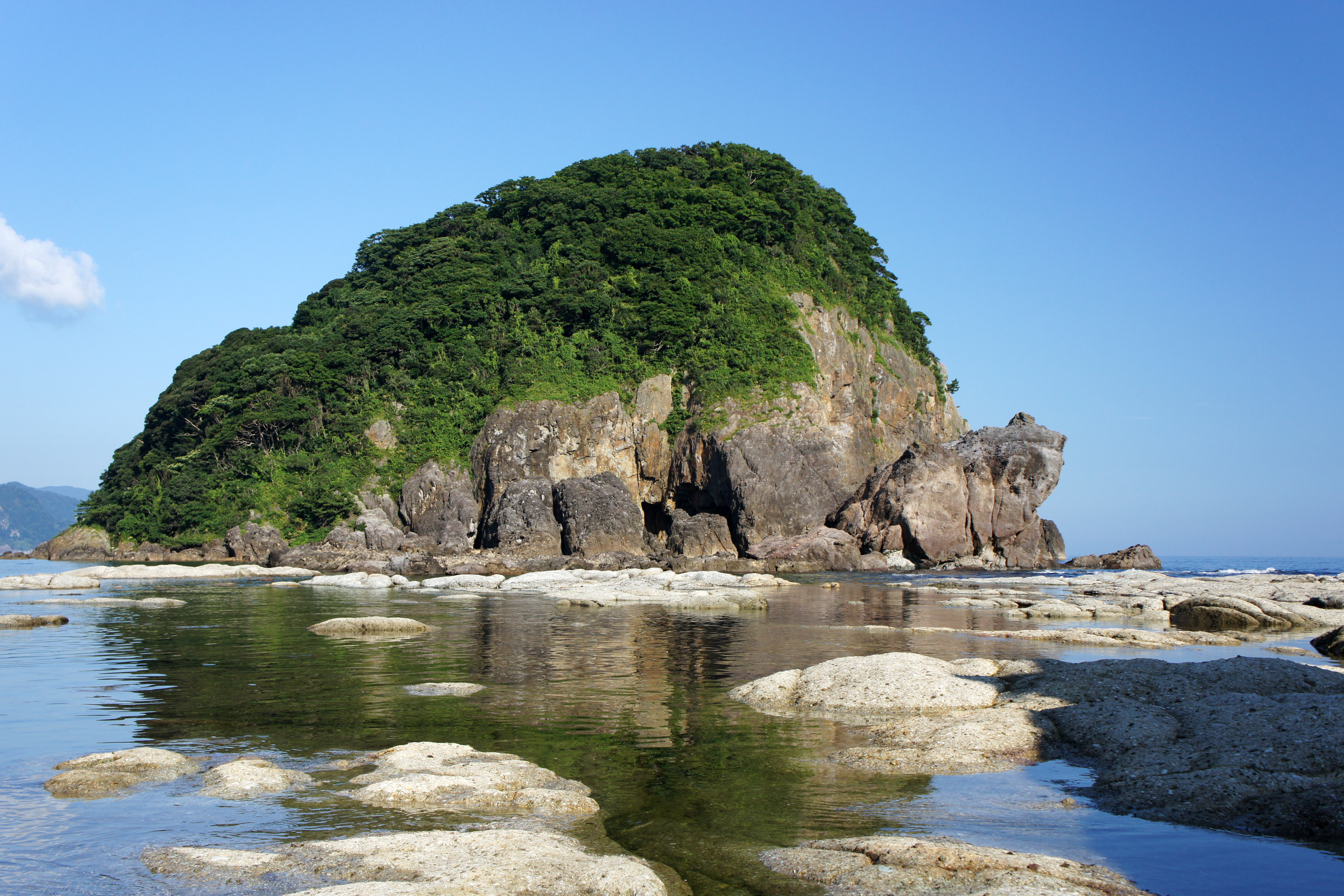
Immagine della costa di Kasumi a Kami, nella prefettura di Hyōgo, in Giappone.

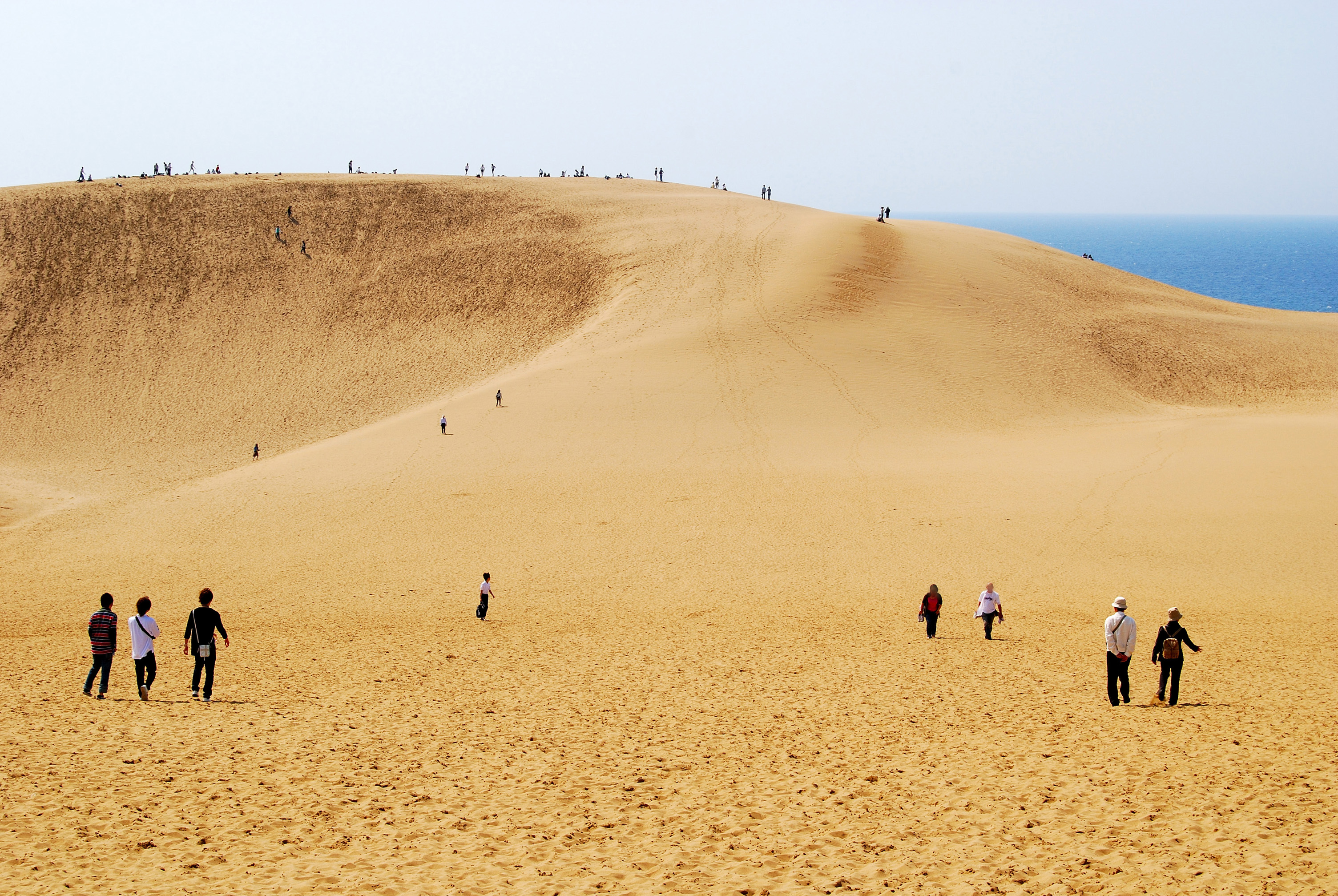
Le dune di Tottori a Tottori, nella prefettura omonima, in Giappone.

Il parco nazionale di San'in Kaigan (山陰海岸国立公園?, San'in Kaigan Kokuritsu Kōen) è un parco nazionale nelle prefetture di Tottori, Hyōgo e Kyōto, in Giappone. Istituito nel 1963, il parco corre ininterrottamente lungo la costa del mar del Giappone da Tottori a Kyōtango. Il parco copre 87,83 km2. Il parco nazionale di San'in Kaigan è noto per le sue numerose insenature, formazioni rocciose, isole e caverne.
L'intera area di questo parco nazionale fa parte del geoparco di San'in Kaigan.

## Siti di interesse
- Grotta di Genbudō (玄武洞?)
- Costa di Kasumi (香住海岸?)
- Costa di Tajima (但馬海岸?)
- Costa di Takeno (竹野海岸?)
- Dune di Tottori
- Costa di Uradome (浦富海岸?)[4][5][6][7]

## Flora e fauna notevoli
- Pinus thunbergii, il pino nero giapponese
- Balestruccio giapponese
- Gabbiano codanera (o gabbiano giapponese)[1]

## Municipalità collegate
- Kyōto: Kyōtango
- Hyōgo: Kami, Shin'onsen, Toyooka
- Tottori: Iwami, Tottori[8]